# Cayo Lara Moya

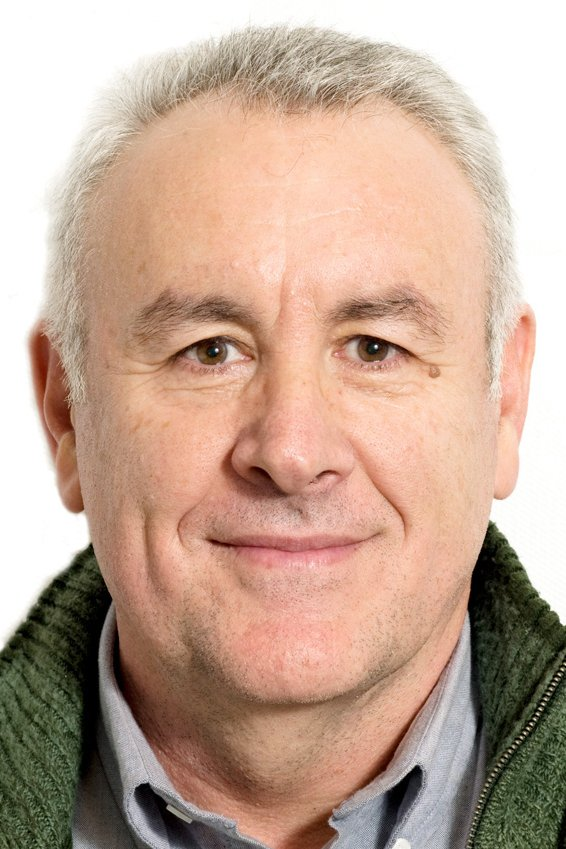
Cayo Lara Moya

Cayo Lara Moya (Argamasilla de Alba, 29 januari 1952) is een Spaans politicus van de Communistische Partij van Spanje en op dit moment federaal coördinator van Izquierda Unida ('Verenigd Links'), de derde partij van Spanje.